# Ernst Frisell
Ernst Oscar Frisell, född den 31 januari 1854 i Viby socken, Östergötlands län, död den 30 juni 1936 i Falun, var en svensk militär. Han var far till Gösta Frisell.
Frisell blev underlöjtnant vid Dalregementet 1874, löjtnant där 1878 och kapten där 1894. Han befordrades till major vid Upplands regemente 1902, vid Dalregementet samma år och till överstelöjtnant vid sistnämnda regemente 1908, i regementets reserv 1909. Frisell blev inspektor för Falu högre allmänna läroverk 1911. Han blev riddare av Svärdsorden 1897.